# 東涌新發展碼頭

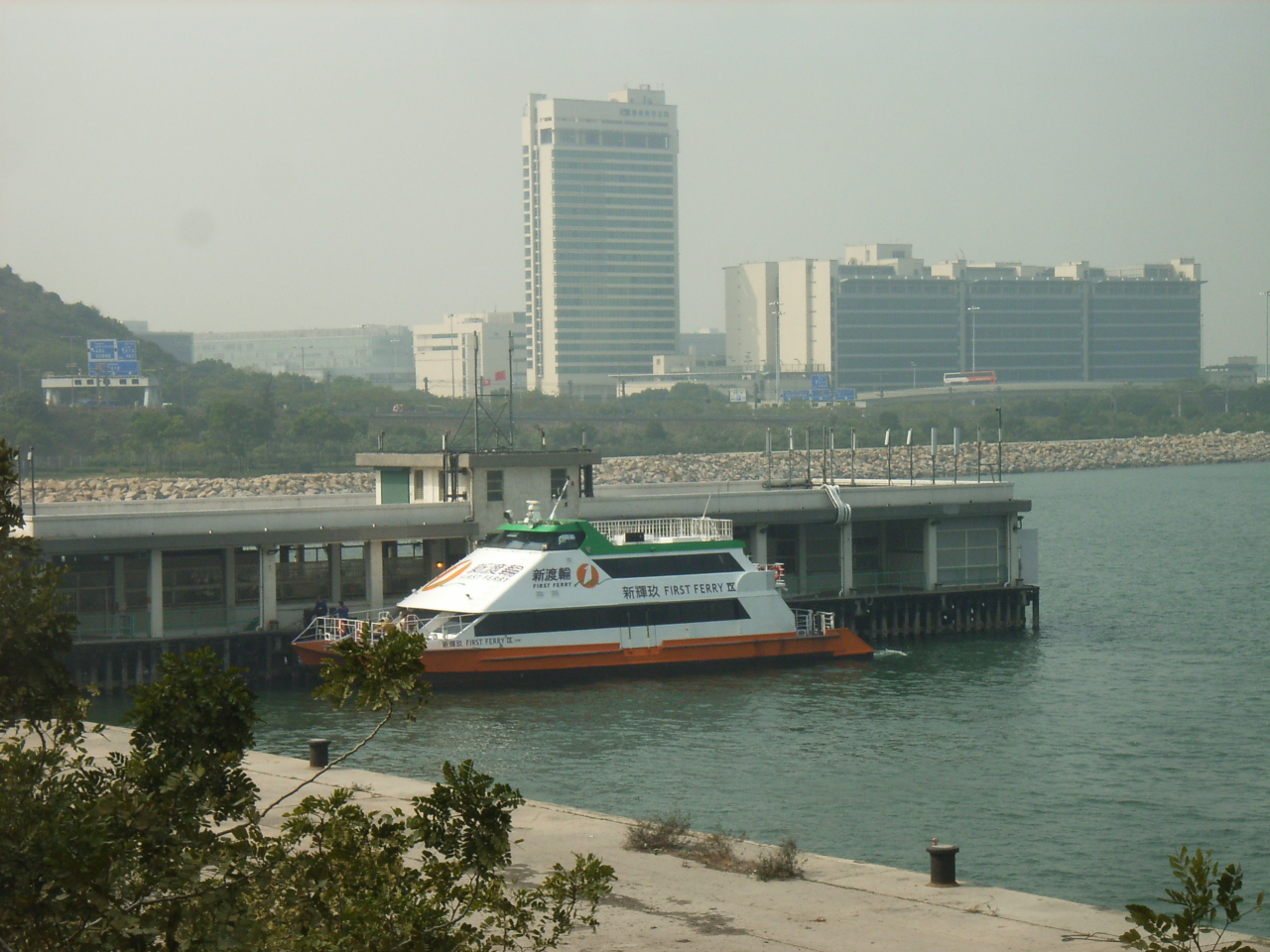
東涌新發展碼頭外觀（碼頭東面），圖中的新渡輪服務已於2008年7月停止。

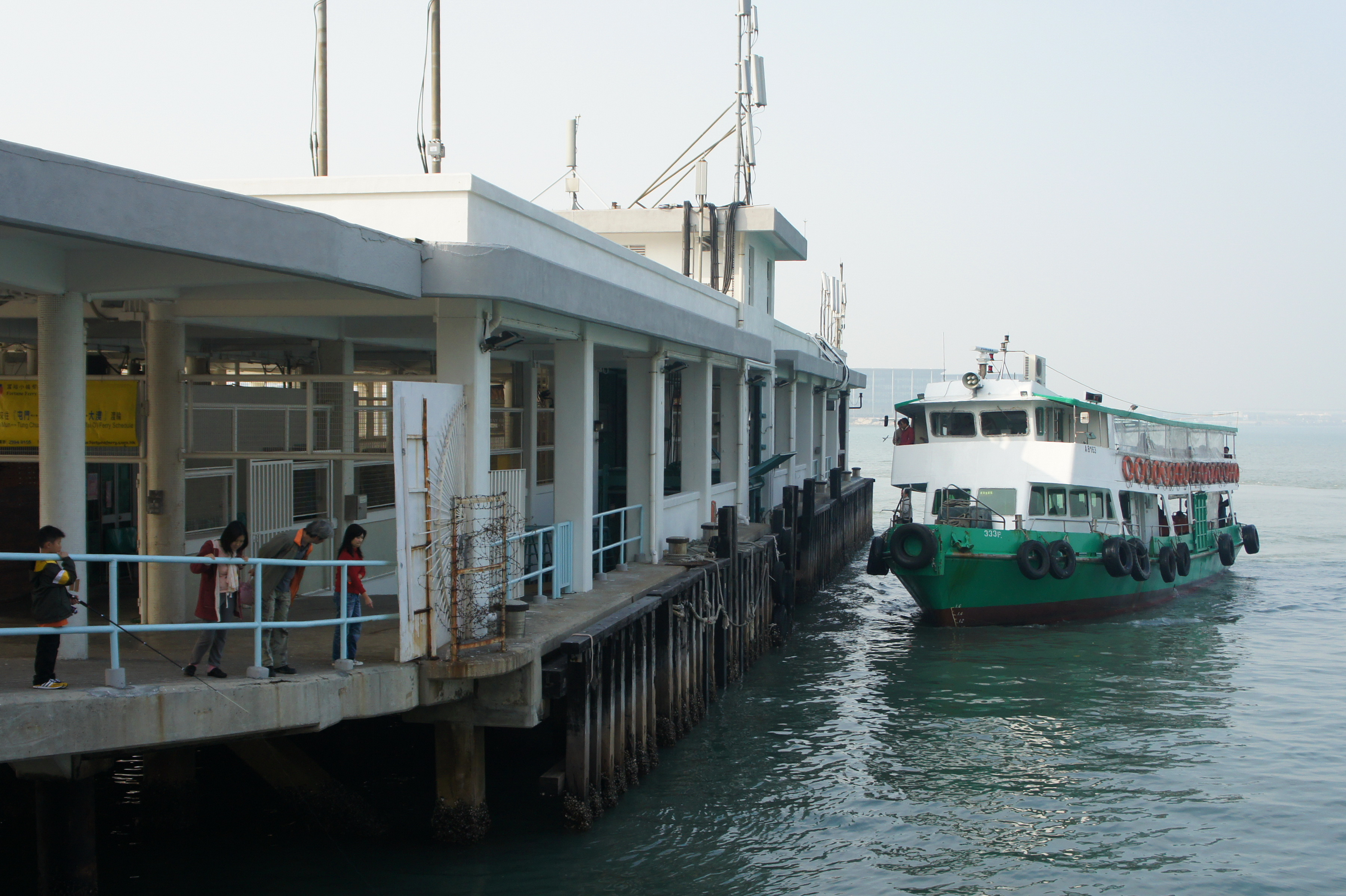
一艘富裕小輪正準備停泊東涌新發展碼頭。

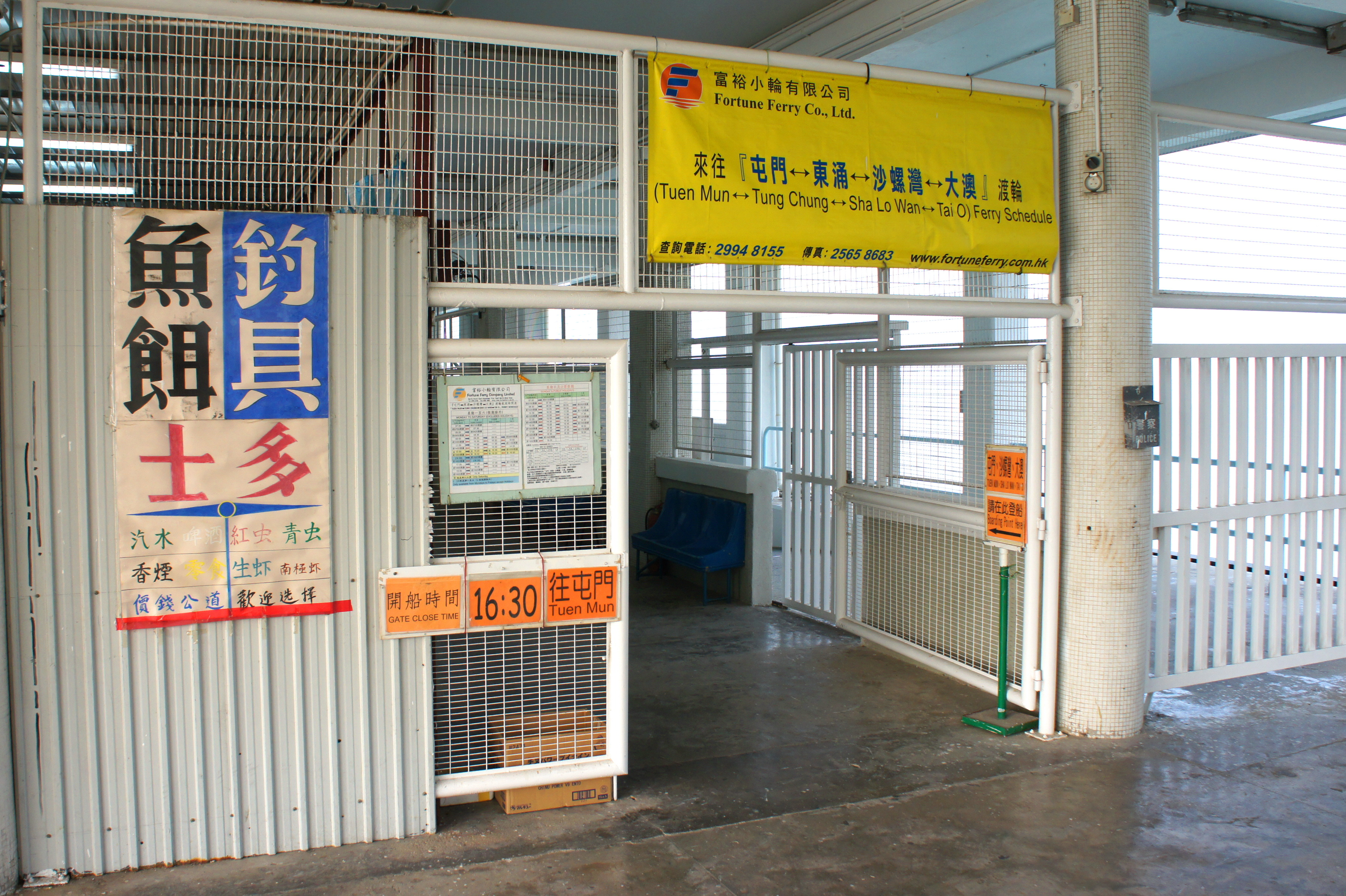
東涌新發展碼頭入口

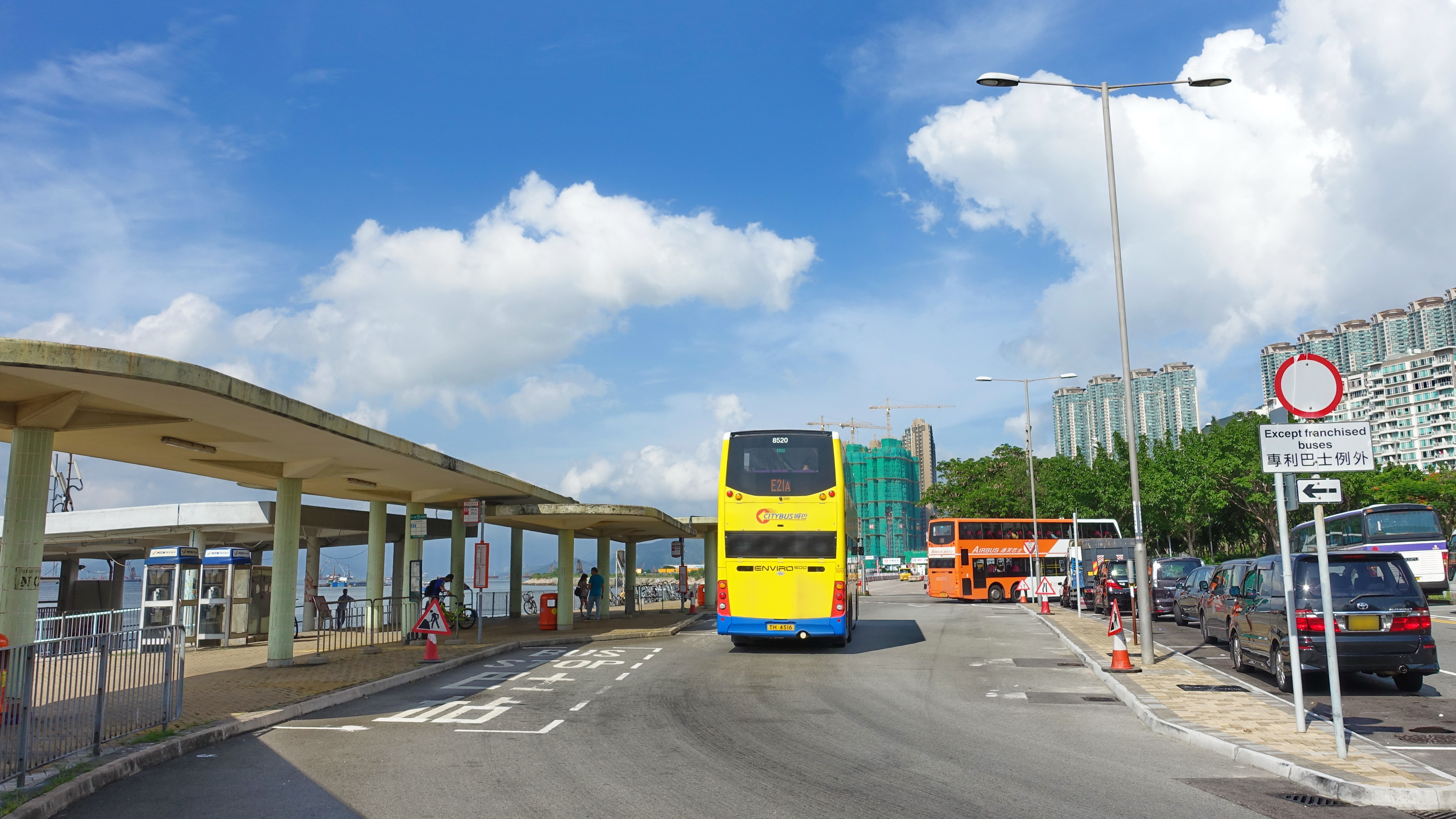
東涌新發展碼頭巴士站

東涌新發展碼頭（英語：Tung Chung New Development Ferry Pier），簡稱東涌新碼頭，是香港大嶼山東涌沿海的渡輪碼頭，位於東涌海濱路，是單層鋼筋混凝土建築物；稱作「新發展碼頭」或「新碼頭」是為了和馬灣涌公眾碼頭，亦即「東涌舊碼頭」——位於東涌道以北，東涌灣內——的街渡碼頭區別。

## 概述
以往碼頭東邊泊位有新渡輪經營來往屯門碼頭之間的渡輪定期航班。後因沒公司入標經營屯東航線，因此服務於2008年7月1日起停止。
西邊泊位則有富裕小輪由2005年12月9日開始接替新渡輪營辦的渡輪服務，來往屯門及大澳和沙螺灣，途經東涌。
東涌新發展碼頭內有一間本地茶餐廳及一間是港式小士多，有釣魚用的小蝦及紅蟲售賣。碼頭附近有一小段大石建築的海堤，經常有釣魚愛好者在垂釣。
東涌新發展碼頭之西鄰，有北大嶼山公路行車天橋，連接對岸的赤鱲角。

## 外部連結
- 東涌新發展碼頭地圖 （页面存档备份，存于）
- 商務及經濟發展局電影服務統籌科 東涌新發展碼頭 （页面存档备份，存于）